# Lijst van rijksmonumenten in Haelen
De plaats Haelen telt 8 inschrijvingen in het rijksmonumentenregister. Hieronder een overzicht.
| Object                                            | Oorspronkelijke functie?  | Bouwjaar              | Architect | Locatie              | Coördinaten?                  | Nr.?   | Afbeelding                                       |
| ------------------------------------------------- | ------------------------- | --------------------- | --------- | -------------------- | ----------------------------- | ------ | ------------------------------------------------ |
| Hoeve Waerdenberg                                 | Boerderij                 | eerste helft 19e eeuw |           | Heythuyserweg 2      | 51° 13' 31" NB, 5° 55' 10" OL | 19966  | Meer afbeeldingen                                |
| Kasteel Aldenghoor                                | Woonhuis                  | 17e/18e eeuw          |           | Kasteellaan 9        | 51° 13' 56" NB, 5° 57' 16" OL | 19967  | Meer afbeeldingen                                |
| Terrein waarin sporen van begraving               | Archeologisch monument    | IJzertijd             |           |                      | 51° 15' 9" NB, 5° 56' 22" OL  | 45442  | Upload foto                                      |
| De Vleermuistoren van Dubois                      | Bijgebouwen kastelen enz. | 1916                  |           | Heythuyserweg bij 10 | 51° 13' 53" NB, 5° 54' 57" OL | 46726  | Meer afbeeldingen                                |
| Terrein waarin vier grafheuvels en een urnenveld  | Archeologisch monument    | Bronstijd/IJzertijd   |           |                      | 51° 14' 34" NB, 5° 54' 49" OL | 47112  | Terrein waarin vier grafheuvels en een urnenveld |
| IJskelder (landgoed De Bedelaar)                  | Tuin, park en plantsoen   | 1915                  |           | Heythuyserweg bij 10 | 51° 13' 51" NB, 5° 54' 58" OL | 517892 | Upload foto                                      |
| Uilentoren (landgoed De Bedelaar)                 | Straatmeubilair           | 1937                  |           | Heythuyserweg bij 10 | 51° 13' 53" NB, 5° 54' 57" OL | 517893 | Uilentoren (landgoed De Bedelaar)                |
| Terrein waarin sporen van begraving               | Archeologisch monument    | IJzertijd             |           | Overhaelen           | 51° 13' 52" NB, 5° 55' 46" OL | 45443  | Upload foto                                      |
| Terrein met daarin restanten van een nederzetting | Archeologisch monument    | Vroege mesolithicum   |           |                      | 51° 13' 36" NB, 5° 57' 23" OL | 527271 | Upload foto                                      |